# 시부라파 상
시부라파 상(태국어: รางวัลศรีบูรพา 랑완 시부라파[*])은 타이 왕국의 문학상으로, 필명인 '시부라파(ศรีบูรพา)'로 널리 알려진 꿀랍 사이쁘라딧을 기려 제정된 상이다. 시부라파 기금에 의해 매년 5월 5일 타이 작가의 날에 수여된다.

## 수상자
(# 표시는 타이 국가예술가이기도 한 사람)
- 1988년 - 세니 사오와퐁#
- 1990년 - 암판 차이워라신
- 1991년 - 닐라완 삔통
- 1992년 - 아찐 빤짜판#
- 1993년 - 수찟 웡텟#
- 1994년 - 술락 시와락
- 1995년 - 까루나 꾸살라사이
- 1996년 - 나오와랏 퐁파이분#
- 1997년 - 수찻 사왓시
- 1998년 - 위타야꼰 치앙꾼
- 1999년 - 수팟 사왓디락
- 2000년 - 솜차이 까따유따논
- 2001년 - 사티안 짠티맛
- 2002년 - 니티 이아우시웡
- 2003년 - 티라윳 분미, 섹산 쁘라세타꾼
- 2004년 - 솜분 워라퐁
- 2005년(시부라파 탄생 100주년) - 수랏 워라딜록#(문학), 칸차이 분빤(저널리즘), 사네 짬릭(평화 활동)
- 2006년 - 수라차이 짠티마톤
- 2007년 - 왓 완라양꾼
- 2008년 - 수티차이 윤
- 2009년 - 찬윗 까셋시리
- 2010년 - 프라 파이산 위살로